# Выборы в Херсонский областной совет (2015)
Выборы в Херсонский областной совет VII-го созыва прошли 25 октября 2015 года.

## Избирательное право
Согласно действующему Украинскому законодательству, выборы прошли по пропорциональной избирательной системе с 5-процентным порогом голосов.

## Итог
| Состав VII-го созыва Херсонского областного совета | Состав VII-го созыва Херсонского областного совета | Состав VII-го созыва Херсонского областного совета | Состав VII-го созыва Херсонского областного совета | Состав VII-го созыва Херсонского областного совета |
| Партия                                             | Голосов                                            | %                                                  | Мест                                               | Изменение                                          |
| -------------------------------------------------- | -------------------------------------------------- | -------------------------------------------------- | -------------------------------------------------- | -------------------------------------------------- |
| Европейская солидарность                           | 66 856                                             | 22,2%                                              | 18                                                 | ▬ новая партия                                     |
| Оппозиционный блок                                 | 48 732                                             | 16,2%                                              | 13                                                 | ▬ новая партия                                     |
| Батькивщина                                        | 34 517                                             | 11,5%                                              | 9                                                  | ▲1, 2%                                             |
| Наш край                                           | 26 710                                             | 8,9%                                               | 7                                                  | ▬ новая партия                                     |
| Радикальная партия Олега Ляшко                     | 22 611                                             | 7,5%                                               | 6                                                  | ▬ новая партия                                     |
| УКРОП                                              | 21 703                                             | 7,2%                                               | 6                                                  | ▬ новая партия                                     |
| Объединение «Самопомощь»                           | 17 819                                             | 5,9%                                               | 5                                                  | ▬ новая партия                                     |
| Прочие партии                                      | 62 616                                             | 20,6%                                              | 3                                                  | ▼0, -40,9%                                         |
| Общий результат                                    | 301 564                                            | 100%                                               | 86                                                 | ▼-22 места                                         |